# A3冠军杯
A3冠軍盃（一般名稱：A3聯賽、A3俱樂部冠軍盃，英文：A3 Champions Cup）亦可稱為東亞俱樂部冠軍盃（East Asian Champions Cup），是一項由東亞足球協会於2003年開始一年一度舉辦的盃賽，並由中國，日本及韓國三國輪流主辦，是項盃賽的舉辦主要目的是加強交流，促進三國足球水平的發展。這三个東亞國家的所屬聯賽冠軍及盃賽冠軍參與的小型足球錦標賽，合共有四支球隊參加。現時以韓國球会成績最佳共三次奪得冠軍、日本球会亦一次奪得冠軍，而中國球会的最佳成績則是上海申花於2007年奪得该项赛事的冠军。由2007年開始還增加了U-12、U-14和U-17三个級別的比赛，以培养三国的青少年對足球的興趣。2008年9月23日，A3联盟在北京宣布，由于赞助承包商韩国现代体育公司破产，此项赛事将无限期中断。

## 命名
大会名称是以Asia三国的含义下，命名为 A3；确定真正的俱乐部冠军为宗旨，命名为A3冠军盃。

## 參賽資格
參賽球会必須是中國、日本及韓國的頂級聯賽（中國足球超級聯賽、日本職業足球聯賽及韓國職業足球聯賽）的應屆冠軍及主办国的盃賽（中國足協盃、日本聯賽盃、韓國足总盃）應屆冠軍。如果盃賽及頂級聯賽冠軍由同一支球会奪得，則由頂級聯賽的亞軍頂上。

## 賽制
每屆主辦國都拥有兩個席位（聯賽冠軍和盃賽冠軍）加上其餘兩個國家的聯賽冠軍，比賽以單循環賽賽制進行，每場勝方者可得三分，和局者則得一分，敗方者則得零分，完成所有比賽後總積分最高者可以成為冠軍，如果兩隊出現同樣分數，便按照以下的順序排定排名：淨勝球和總進球數。

## 獎金
- 冠軍可獲得40萬美元
- 亞軍可獲得20萬美元
- 季軍可獲得15萬美元
- 殿軍（即是第四名）可獲得10萬美元

## 歷屆賽事
| 2003 詳細 | 日本東京 | 鹿島鹿角     | 大連實德     | 城南一和天馬 | 磐田山葉     | 4 |
| 2004 詳細 | 中國上海 | 城南一和天馬 | 橫濱水手     | 上海申花     | 上海國際     | 4 |
| 2005 詳細 | 西歸浦   | 水原三星藍翼 | 浦項制鐵     | 橫濱水手     | 深圳健力寶   | 4 |
| 2006 詳細 | 日本東京 | 蔚山現代     | 大阪飛腳     | 千葉市原     | 大連實德     | 4 |
| 2007 詳細 | 中國濟南 | 上海申花     | 山東魯能泰山 | 浦和紅鑽     | 城南一和天馬 | 4 |

## 統計
- 最佳射手：纳德森·罗德里格斯·德·索萨 -  6球（2005年）、李天秀 -  6球（2006年）
- 單場最大比分：大阪飛腳 0–6蔚山現代（2006年）
- 單場進球最多比賽：浦和紅鑽 3–4 山東魯能泰山（2007年）

## 參賽次數
| 排名 | 球會         | 所屬國家 | 參賽次數 | 參賽年份         |
| ---- | ------------ | -------- | -------- | ---------------- |
| 1    | 城南一和天馬 |          | 3 次     | 2003, 2004, 2007 |
| 2    | 橫濱水手     | 日本     | 2 次     | 2004, 2005       |
| 2    | 大連實德     | 中國     | 2 次     | 2003, 2006       |
| 2    | 上海申花     | 中國     | 2 次     | 2004, 2007       |
| 3    | 鹿島鹿角     | 日本     | 1 次     | 2003             |
| 3    | 磐田喜悦     | 日本     | 1 次     | 2003             |
| 3    | 上海國際     | 中國     | 1 次     | 2004             |
| 3    | 深圳健力寶   | 中國     | 1 次     | 2005             |
| 3    | 水原三星藍翼 |          | 1 次     | 2005             |
| 3    | 浦項制鐵     |          | 1 次     | 2005             |
| 3    | 大阪飛腳     | 日本     | 1 次     | 2006             |
| 3    | 蔚山現代     |          | 1 次     | 2006             |
| 3    | 千葉市原     | 日本     | 1 次     | 2006             |
| 3    | 山東魯能泰山 | 中國     | 1 次     | 2007             |
| 3    | 浦和紅鑽     | 日本     | 1 次     | 2007             |

## 外部連結
- 官方網站